# Kozakkenkruis

Grondvorm van het Kozakkenkruis

Het Kozakkenkruis (Oekraïens: Козацький хрест, Kozatskyj chrest) is een heraldisch kruis, een verkort kruis pattée, dat wordt gebruikt door de Kozakken, de Zaporozka Sitsj en de Oekraïense krijgsmacht.
Behalve als embleem van legereenheden wordt het symbool ook gebruikt op wapens en vlaggen van Oekraïense oblasts, regio’s en plaatsen. Het is een veelvoorkomend symbool in de Oekraïense heraldiek en op orden, onderscheidingen en medailles van Oekraïne. Ook wordt het symbool gebruikt in aangrenzende gebieden in het zuiden van Rusland.
Het kruis ontleent zijn naam aan de Kozakken, leden van gemilitariseerde zelfbesturende gemeenschappen, die vanaf de late middeleeuwen de steppen bewoonden in het zuiden van het huidige Oekraïense grondgebied.
De kleur rood die op Oekraïense wapens wordt gebruikt is vaak karmozijnrood, een traditionele kleur van de Kozakken.
Dit is ook de hoofdkleur van diverse zeventiende-eeuwse vaandels en wimpels van de Kozakken die in het Zweedse Armémuseum worden tentoongesteld en waarop het kruis ook is afgebeeld.

## Voorbeelden

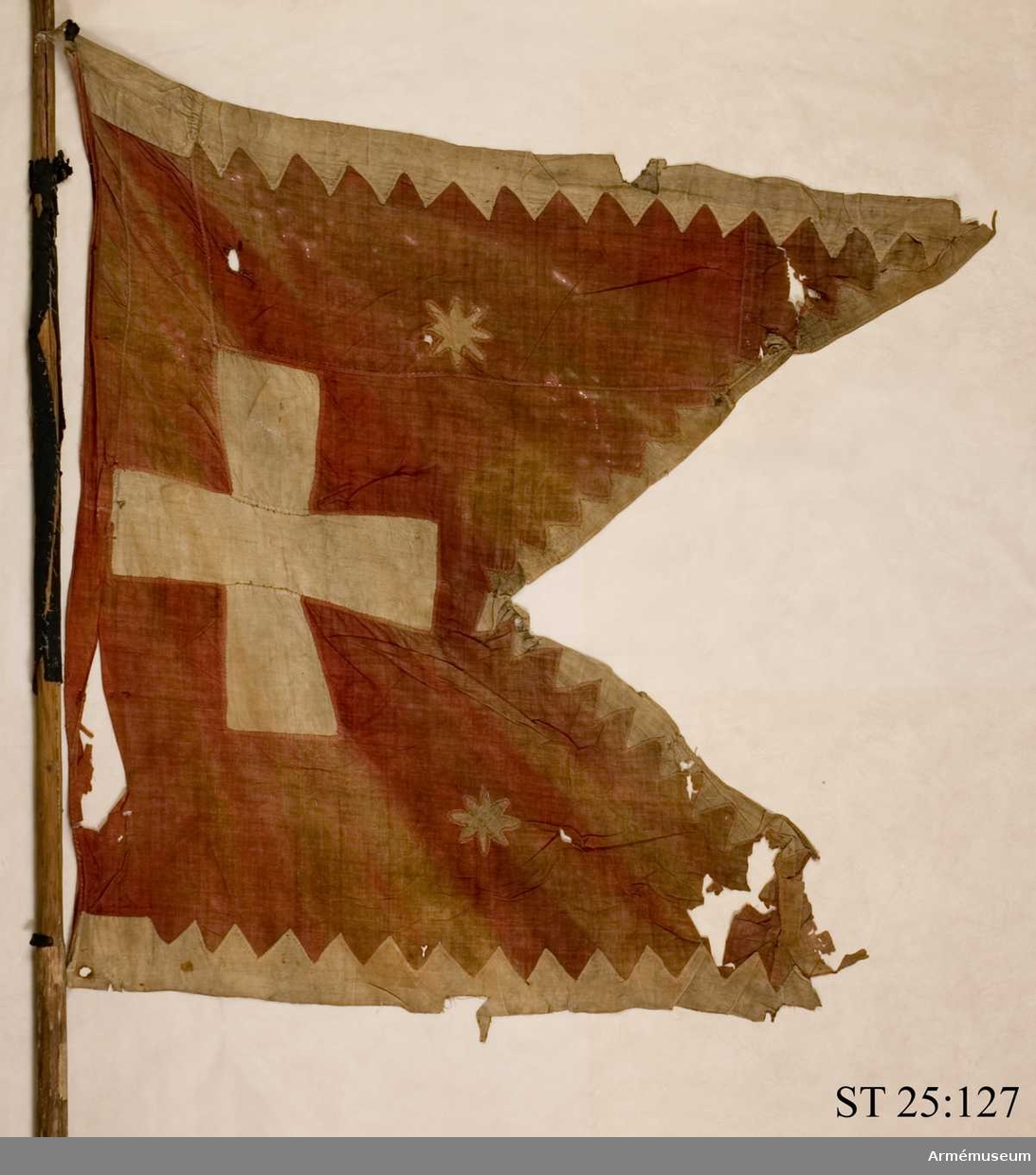
17e-eeuwse Kozakkenvlag in het Armémuseum.
Vlag van de Zaporozka Sitsj.
Vlag van Poltava (oblast).
Vlag van Rivne (oblast).
Vlag van Wolynië.
Wapen van het Borzna kozakkenregiment.
Wapen van het Bratslav kozakkenregiment.
Wapen Itsjna kozakkenregiment.
Wapen van het Kropyvna kozakkenregiment.
Wapen van het Myrhorod kozakkenregiment.
Wapen van Slovjansk.
Wapen van Konotop.
Wapen van Romny.
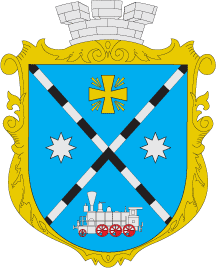
Wapen van Romodan.
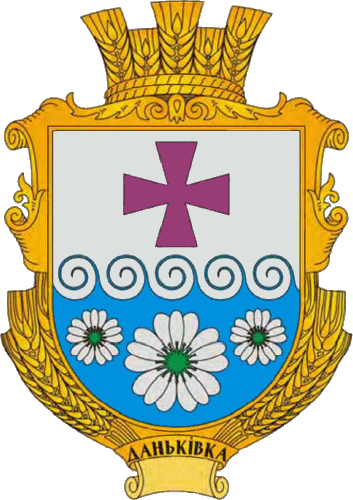
Wapen van Dankivka.
Embleem van de Oekraïense krijgsmacht.
Embleem van de Nationale Garde van Oekraïne.
Embleem van de Oekraïense Grensbewakingsdienst.
Embleem van de Oekraïense Veiligheidsdienst.
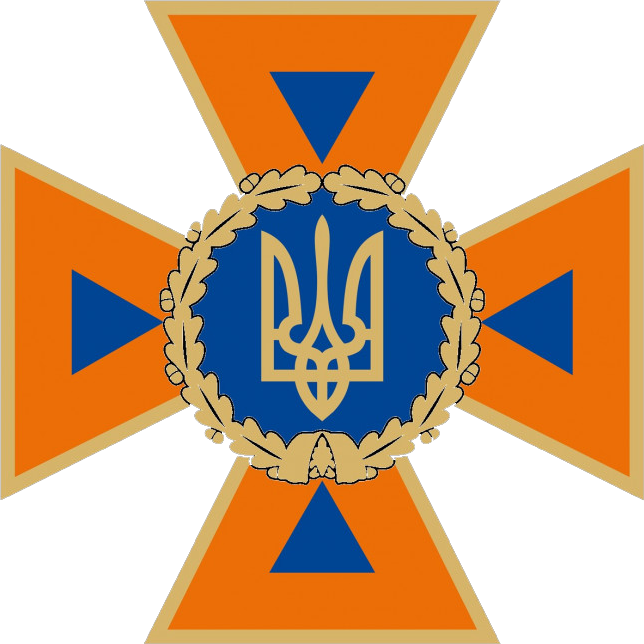
Embleem van de Oekraïense Staatsdienst voor noodsituaties.
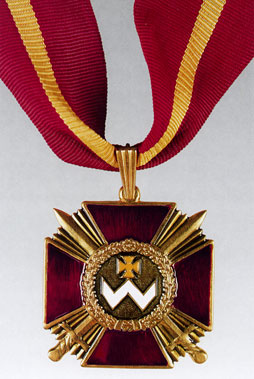
Orde van Bohdan Chmelnytsky.
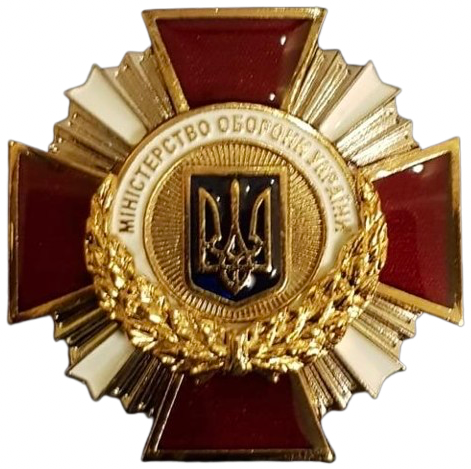
Ereteken van het Oekraïense ministerie van Defensie.
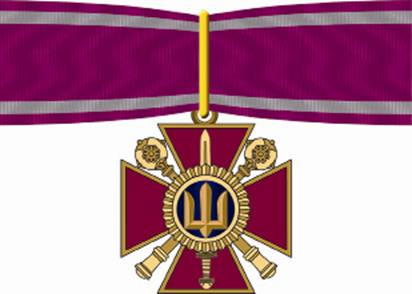
Kruis voor bijzondere verdiensten.
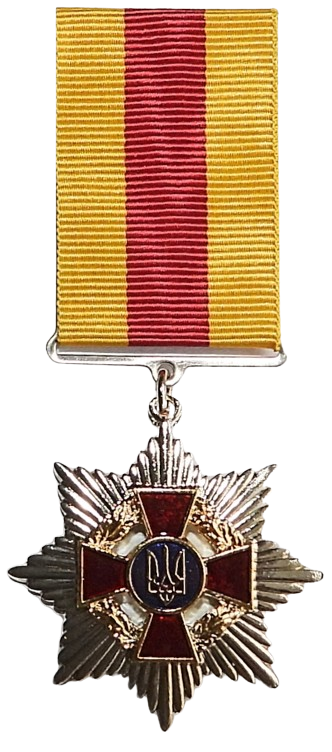
Medaille voor steun aan de Oekraïense strijdkrachten.
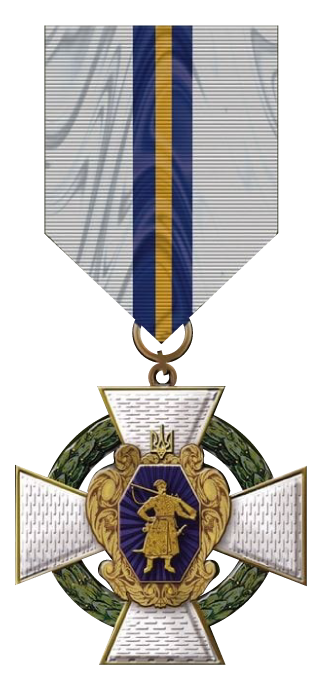
Kruis voor militaire eer van de opperbevelhebber.
Baton Orde van Verdienste 1e klasse met zwaarden
Baton Orde van Verdienste 2e klasse met zwaarden
Baton Orde van Verdienste 3e klasse met zwaarden
Baton Orde voor Dapperheid 1e klasse
Baton Orde voor Dapperheid 2e klasse